# トカラハブ
トカラハブ (Protobothrops tokarensis) は、爬虫綱有鱗目クサリヘビ科ハブ属に分類されるヘビ。

## 分布
日本（小宝島、宝島）固有種
種小名tokarensisは「トカラ産の」の意で、和名と同義。

## 形態
全長60 - 110センチメートル。頭胴長90センチメートル以下。胴体中央部の斜めに列になった背面の鱗の数（体列鱗数）は31 - 32。総排出口までの腹面にある幅の広い鱗の数（腹板数）は200 - 210。総排出口から後部の鱗の数（尾下板数）はオス73 - 83対、メス72 - 78対。体色は二型があり、淡褐色や灰褐色の個体と黒褐色の個体がいる。全個体のうち1/6程は黒化型。頸部から尾の背面にかけて、楕円形の斑紋が交互に並ぶ個体が多い。

### 毒
本種は毒蛇であるが、毒は非常に弱い。咬まれても軽い腫れや吐き気、だるさがあるだけで、死者が出たことはない。不必要であるという観点から、抗毒血清は作られていない。しかし、本種は毒を使って獲物を捕らえているのであり、まぎれもなく毒蛇である。噛まれたら面倒がらずにすぐに病院へ行って不測の事態に備える態度が薦められる。

## 生態
二次林や低木林・草原などに生息し、民家の周辺でもみられる。
ネズミなどの小型哺乳類、キビタキなどの鳥類、トカゲ類などを食べる。秋季には多くの個体が樹上に登り、渡りの途中に飛来した鳥類を捕食する。
繁殖様式は卵生。7月下旬から8月上旬に、1回に2 - 7個の卵を産む。卵は約50日で孵化する。

## 人間との関係
分布が非常に限定的であることに加えて、少なくとも宝島では採集が行われており影響が懸念されている。
準絶滅危惧（NT）（環境省レッドリスト）
日本では2020年の時点でくさりへび科（クサリヘビ科）単位で特定動物に指定されており、2019年6月には愛玩目的での飼育が禁止された（2020年6月に施行）。